# Selenicë (obwód Korcza)
Selenicë – wieś położona w południowo-wschodniej części Albanii w gminie Qendër Ersekë. Wieś znajduje się 128 kilometrów od stolicy państwa, Tirany.